# Mezei komócsin
A mezei komócsin vagy réti komócsin (Phleum pratense) az egyszikűek (Liliopsida) osztályának perjevirágúak (Poales) rendjébe, ezen belül a perjefélék (Poaceae) családjába tartozó faj.

## Előfordulása
A mezei komócsin eredeti elterjedési területe egész Eurázsia, az Egyesült Királyságtól egészen Kínáig, valamint Észak-Afrika. Észak- és Dél-Amerikába, valamint Új-Zélandra és Ausztráliába betelepítették ezt a növényfajt.

## Megjelenése
A mezei komócsin bokros növekedésű, felálló vagy ívben felemelkedő szárú, évelő fű. A gyökérnyaknál igen sok a rügy, ezért a tövek nagyon bokrosak. A szár 40-120 centiméter magas, erőteljes, 3-6 csomójú, sima, a legalsó szártagok olykor gumósan megvastagodtak és elég rövidek. A 4-7 milliméter hosszú levélnyelvecske tompa. A levélhüvely sima, hengeres, később barnás, a levéllemez lapos, hegyes, világoszöld vagy enyhén szürkés, érdes, 30-40 centiméter hosszú és 6-10 milliméter széles. A virágzat tömött, hengeres, 6-25 centiméter hosszú és 5-10 milliméter széles kalászképű buga. Ha meghajlítjuk, a füzérkék nem válnak szét egymástól. A füzérkék 1 virágúak. A pelyva levágott csúcsú, 1-2 milliméteres szálkában végződik. A toklász rövidebb.

## Életmódja
A mezei komócsin réteken, legelőkön, üde, tápanyagban gazdag vályog- és agyagtalajokon gyakori. Jó takarmányfű.
A virágzási ideje júniustól augusztus végéig tart.

## Rokon faj
A mezei komócsin rokon a sima komócsinnal (Phleum phleoides).

## Képek

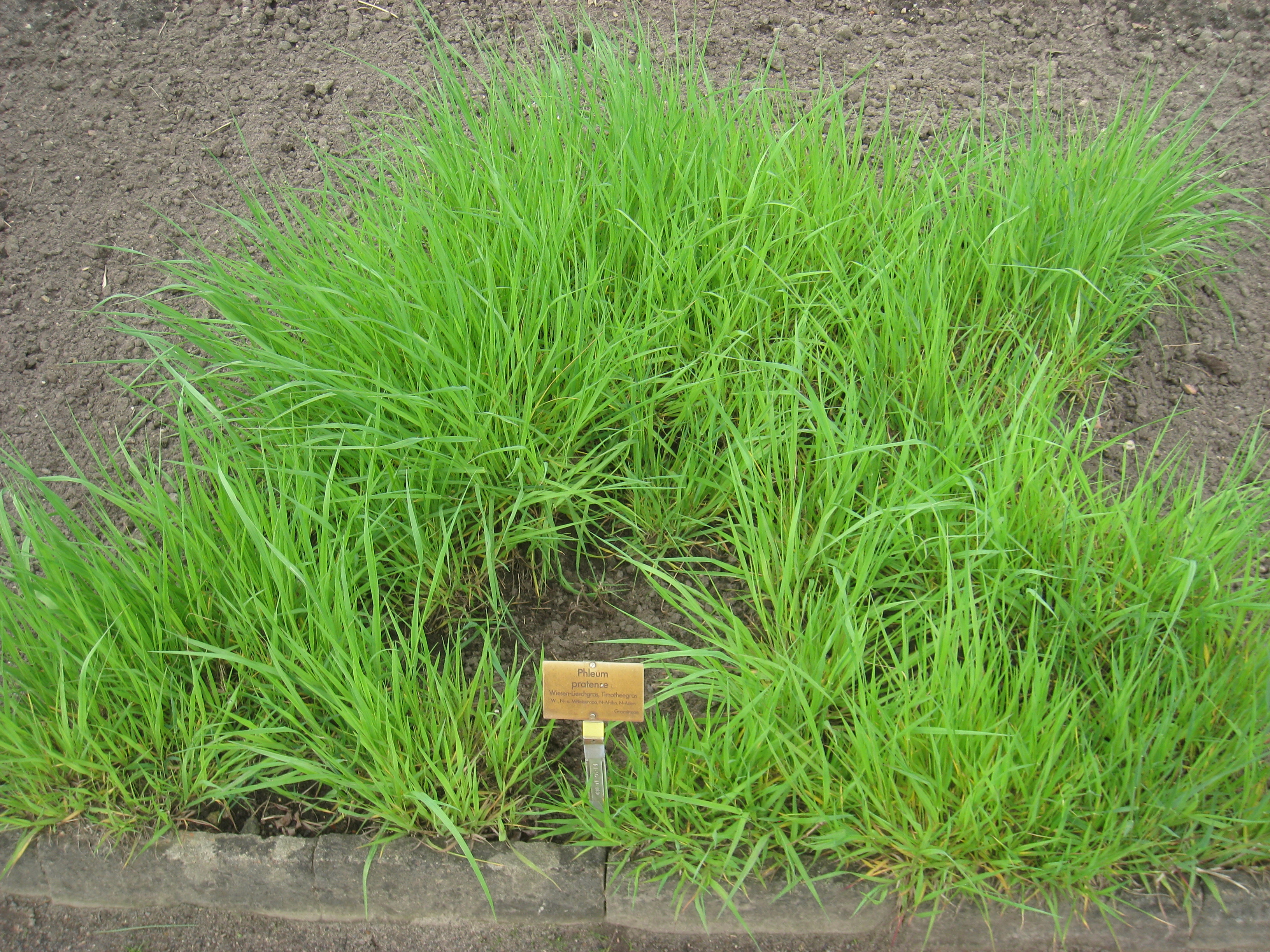
A növény
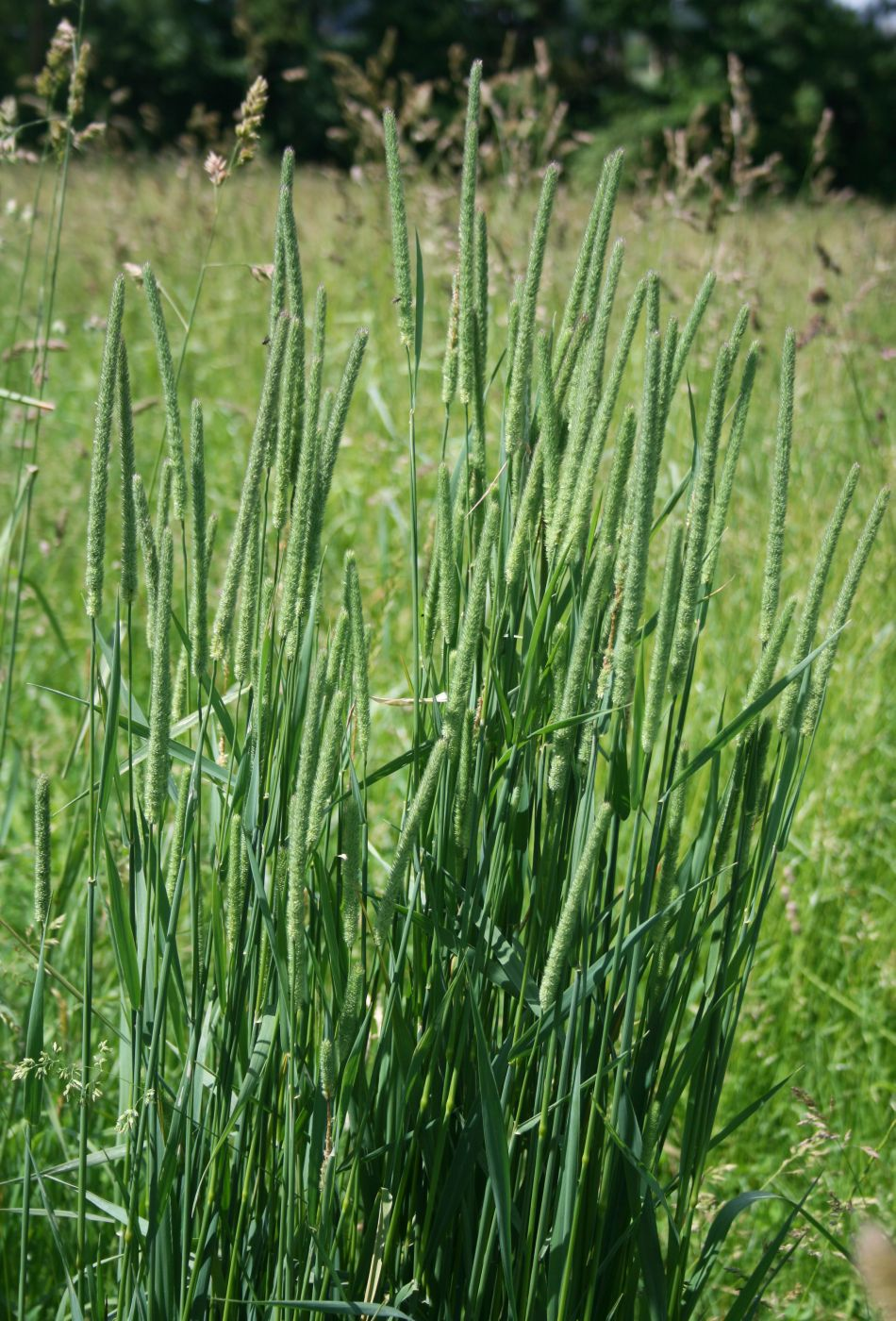
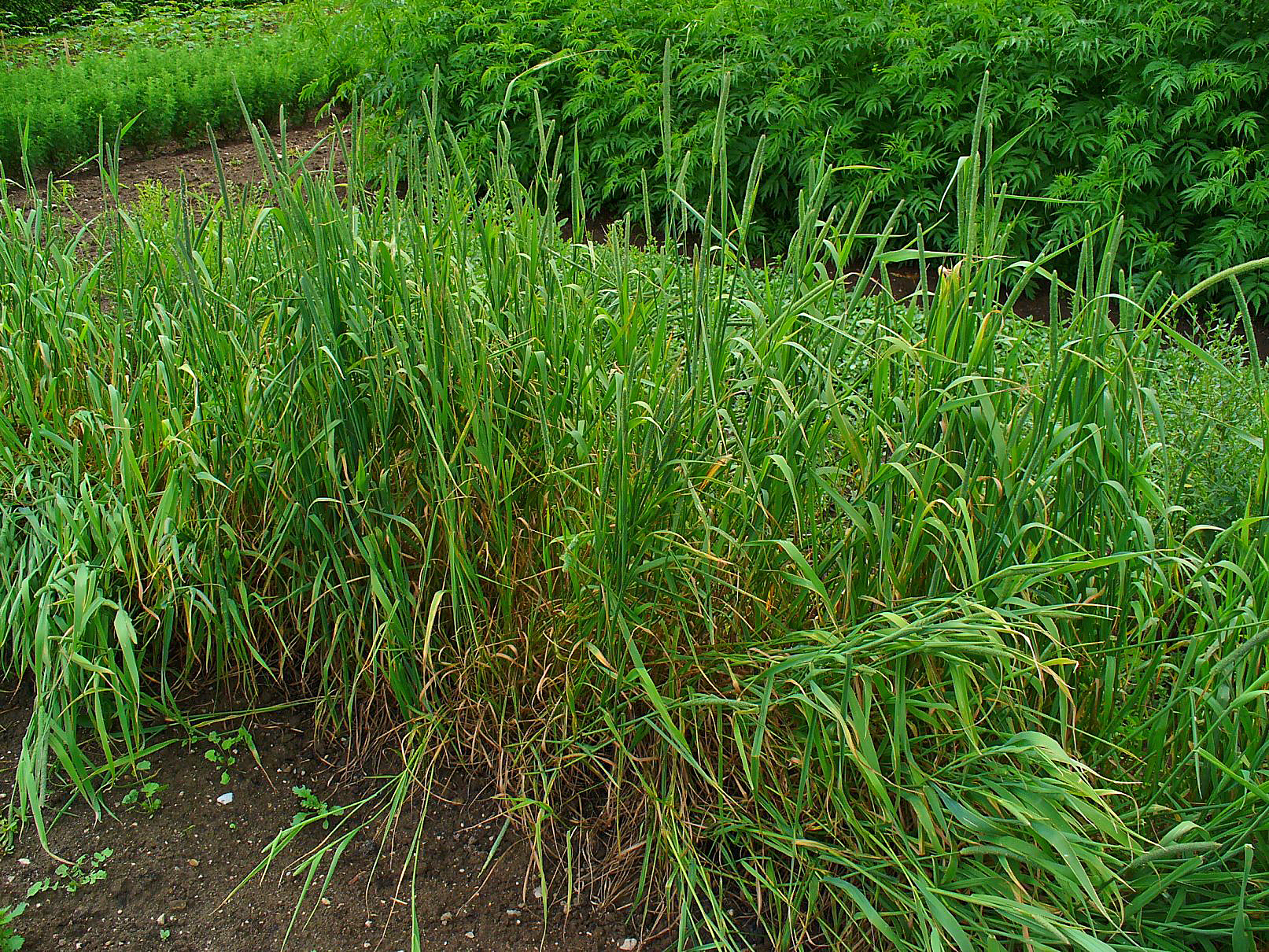
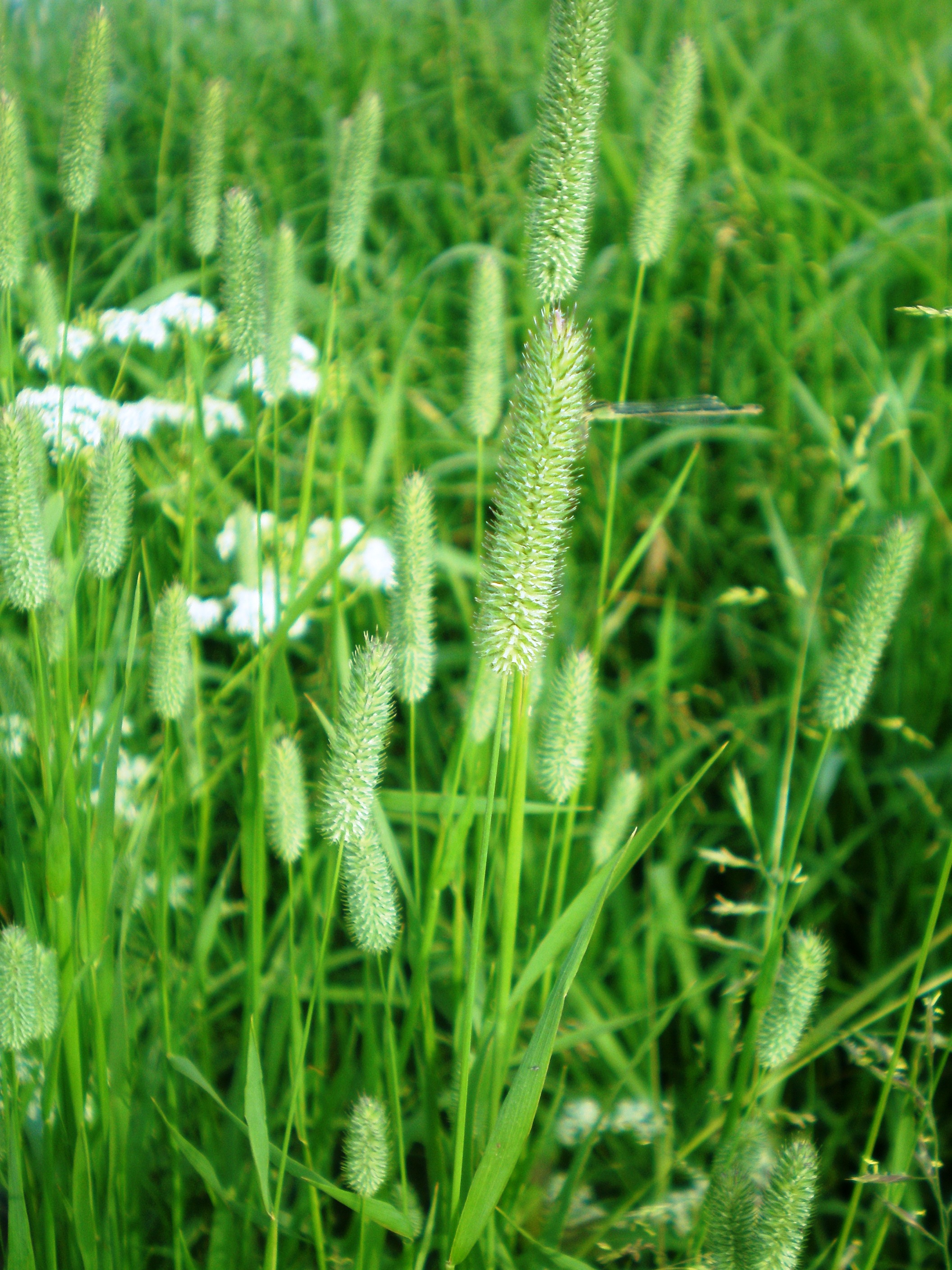
kivirágozva
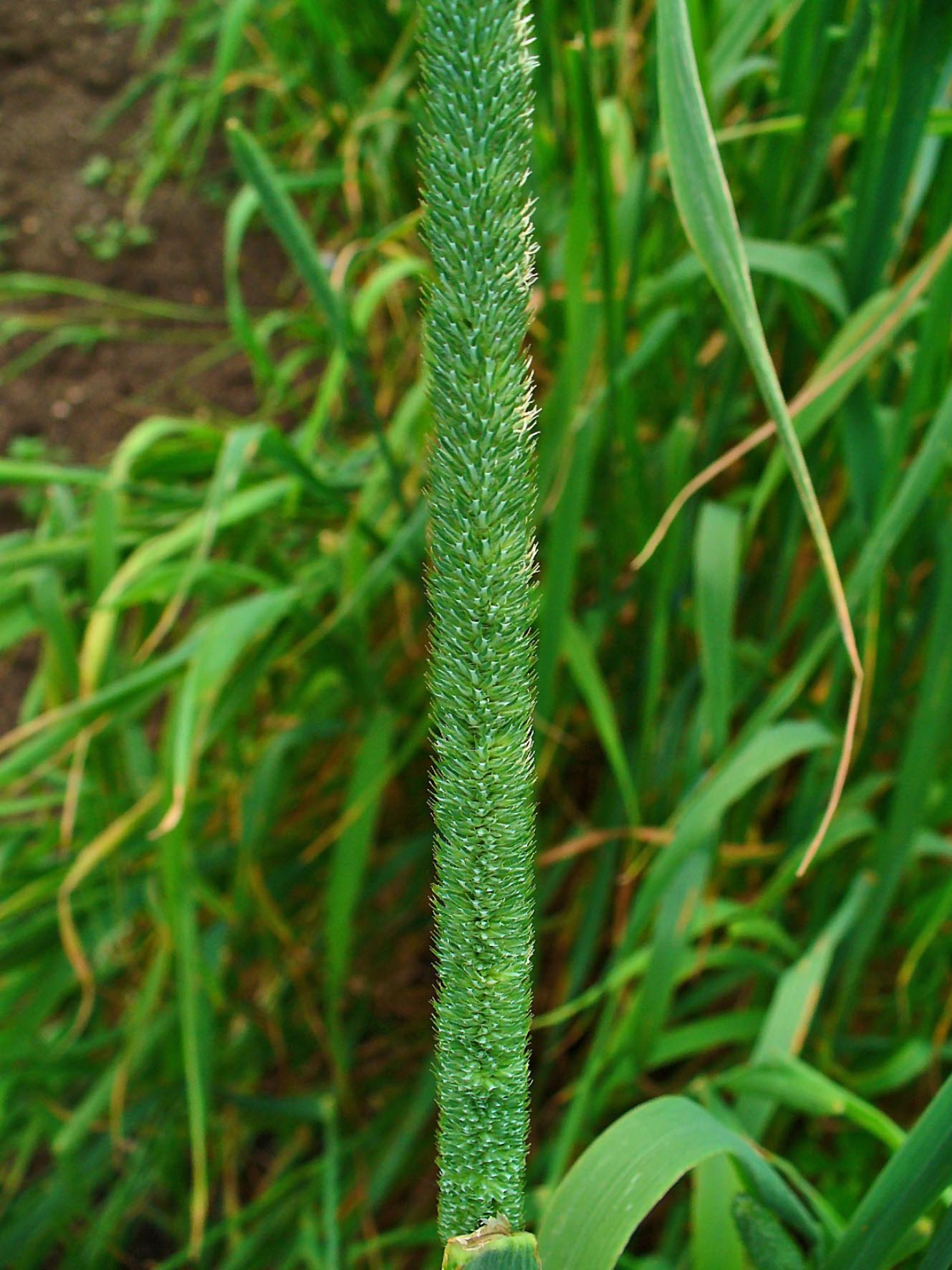
Virágzata közelebbről
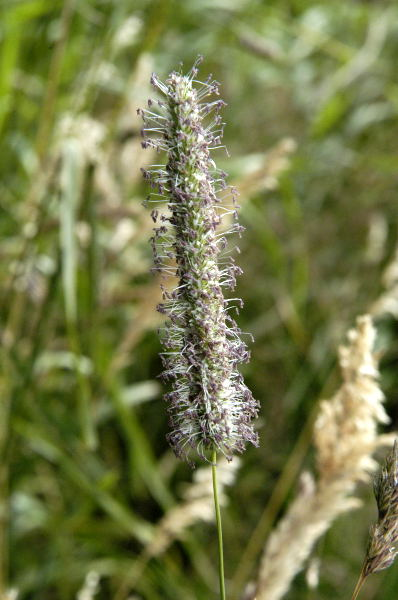
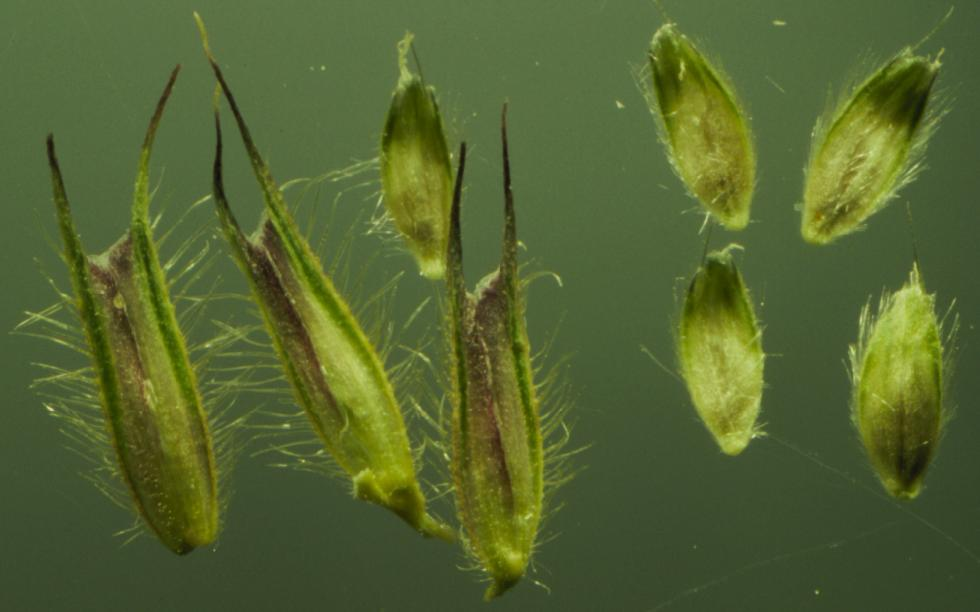
Termései (baloldalt)
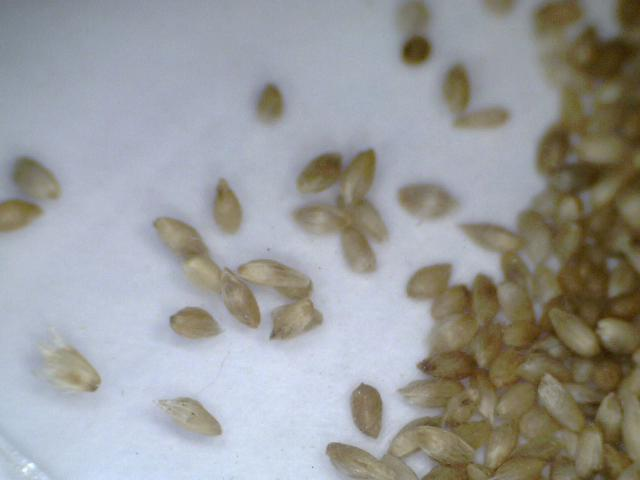
magvai
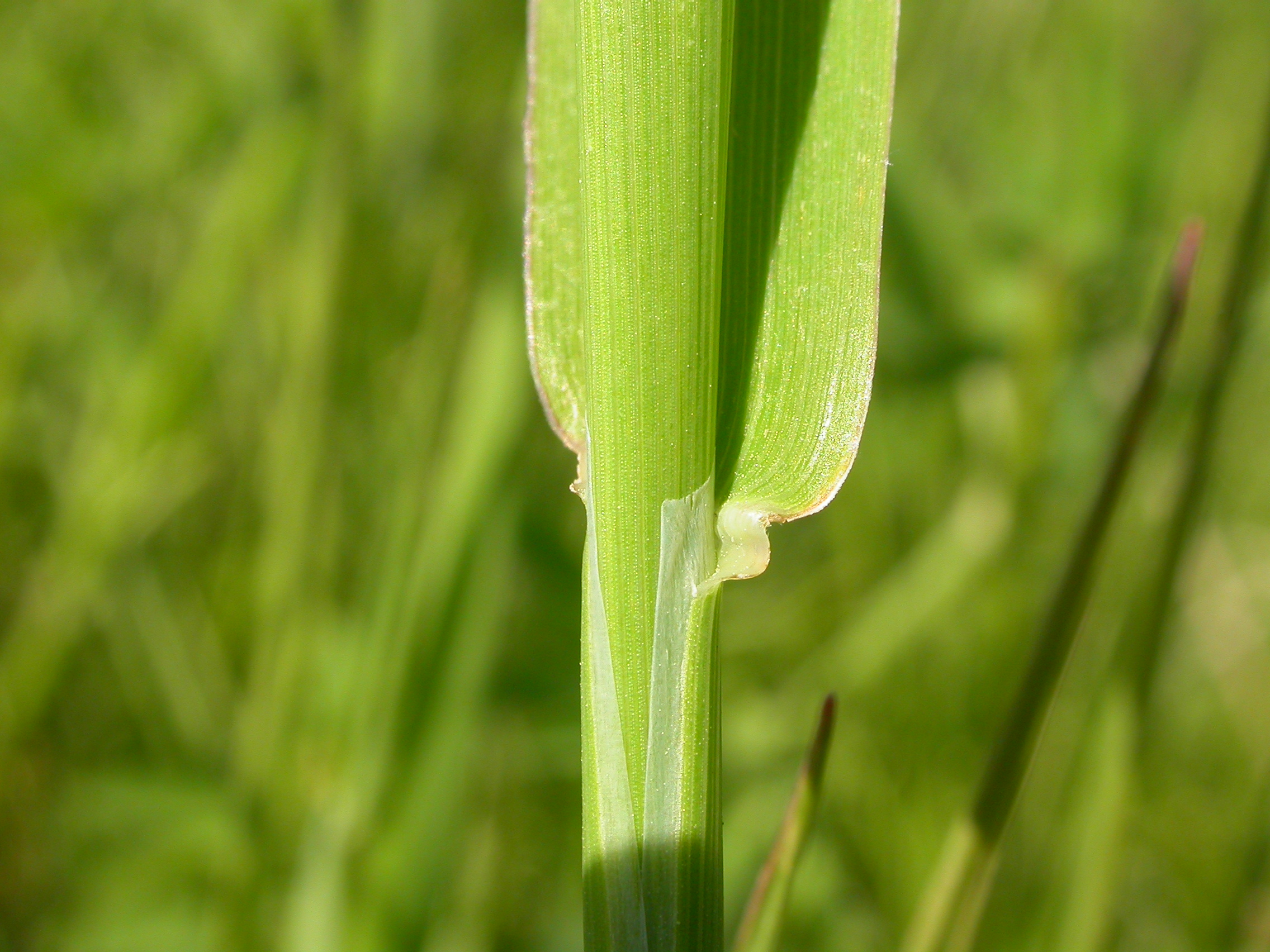
Szára
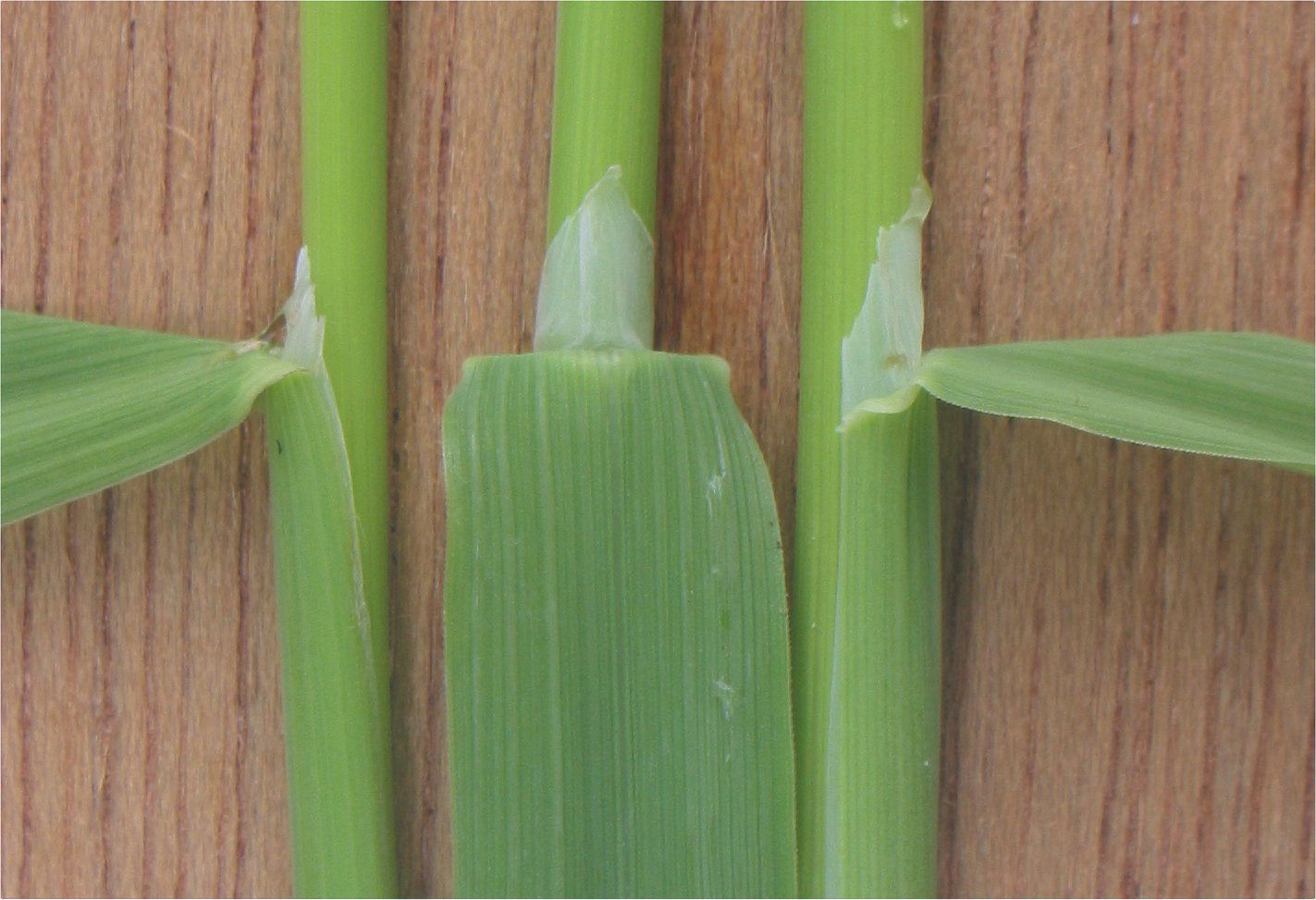
levelekkel
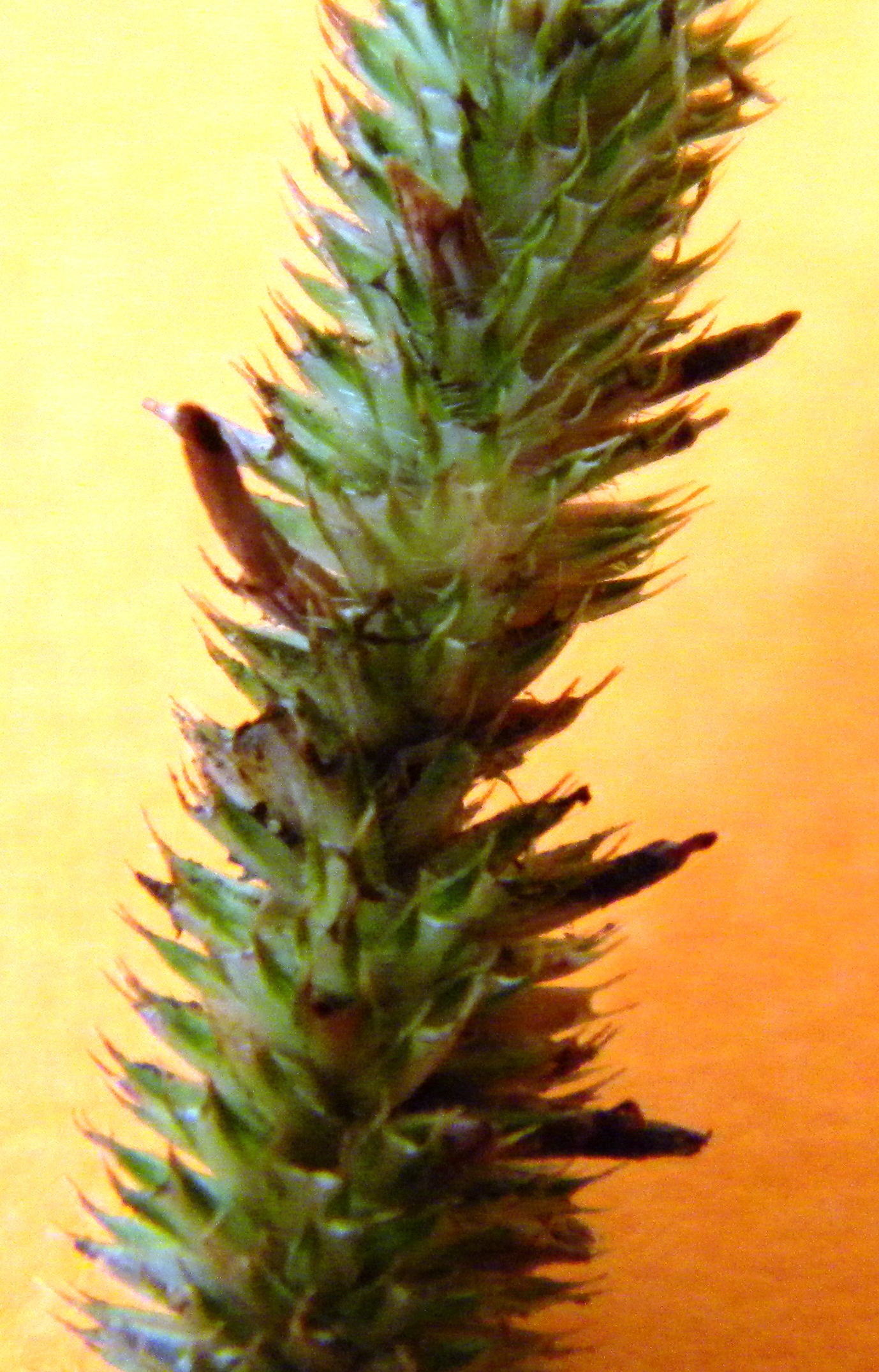
Anyarozs (Claviceps purpurea) fertőzéssel
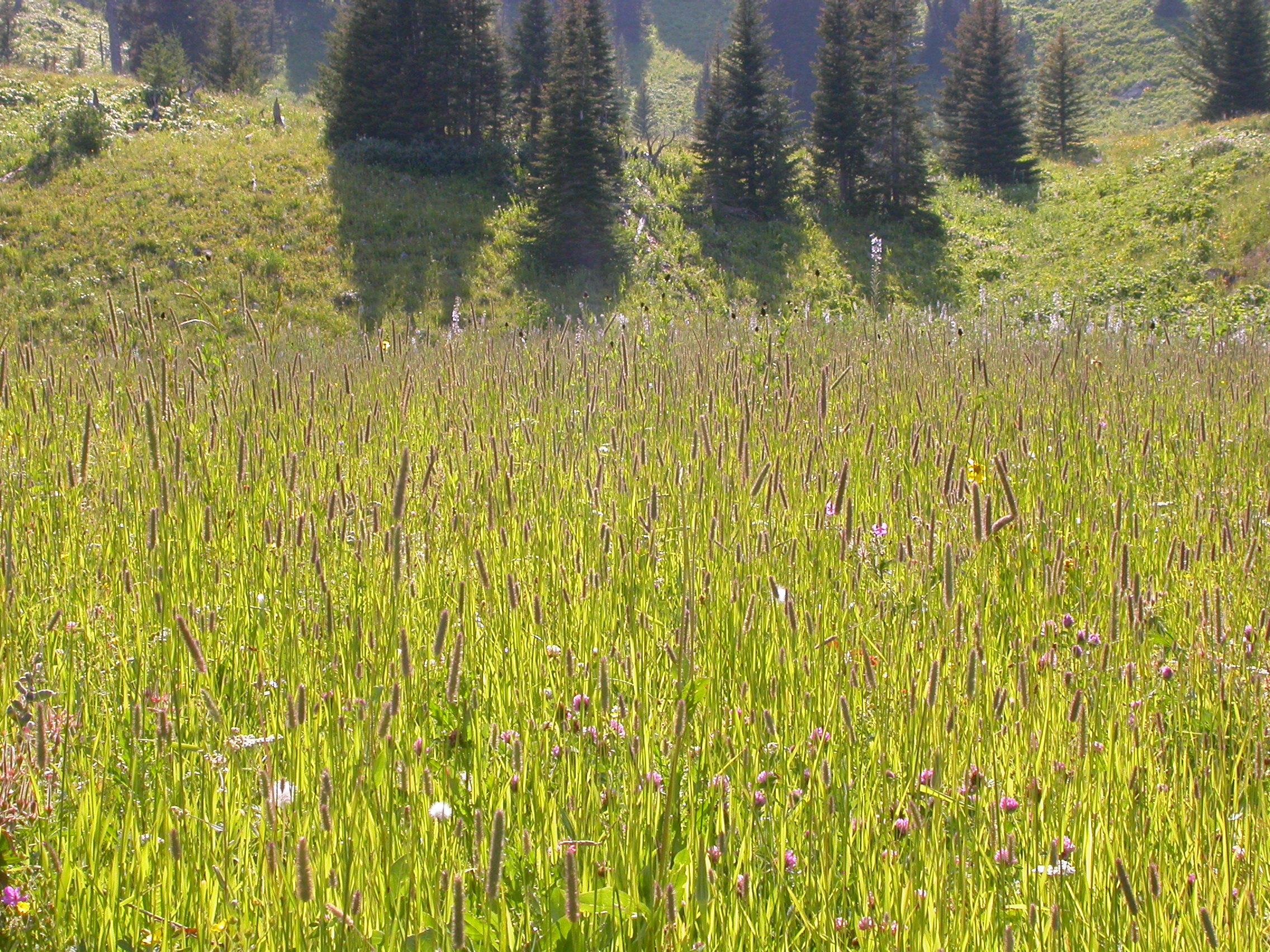
Mezei komócsin mezők
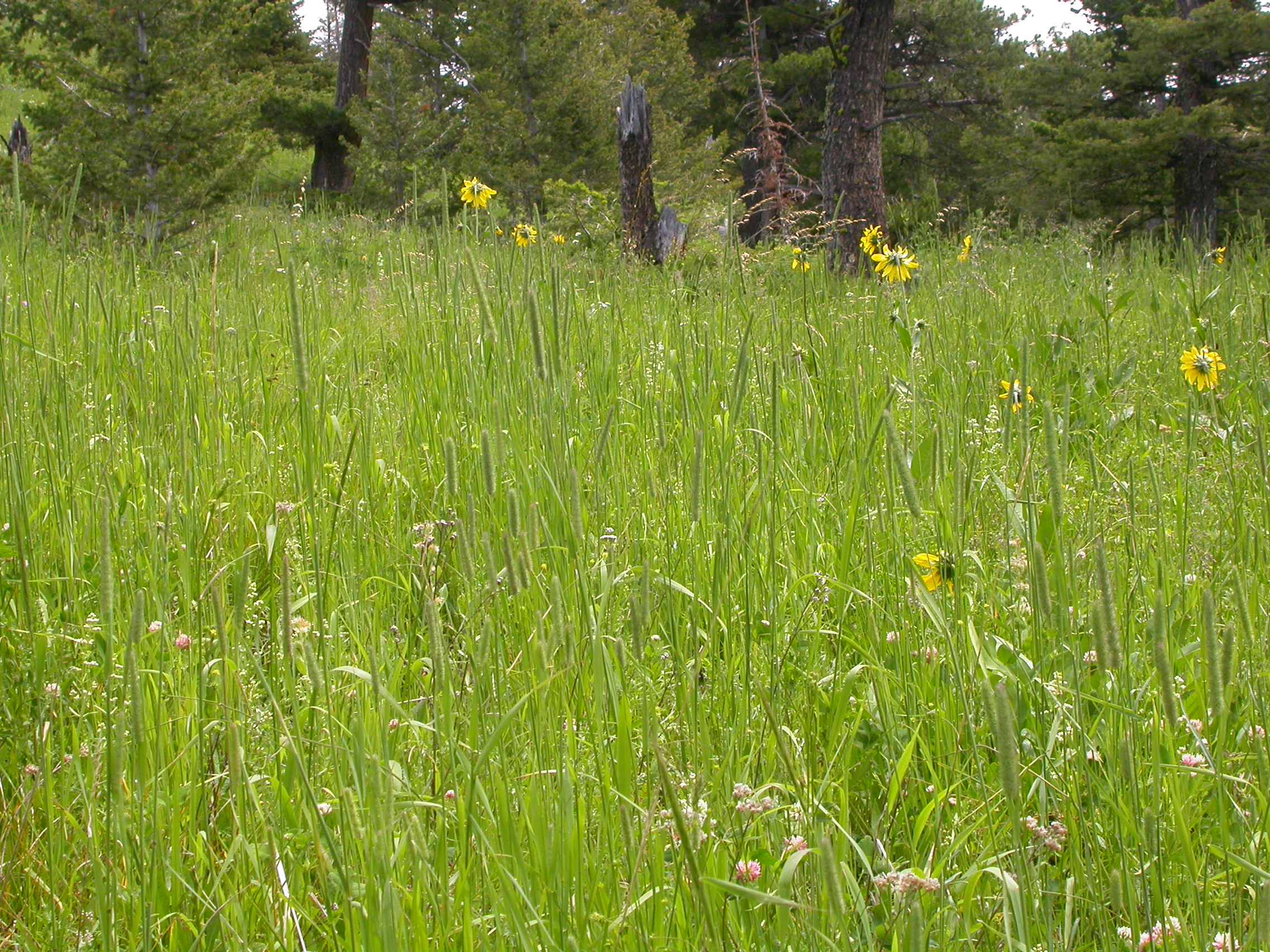
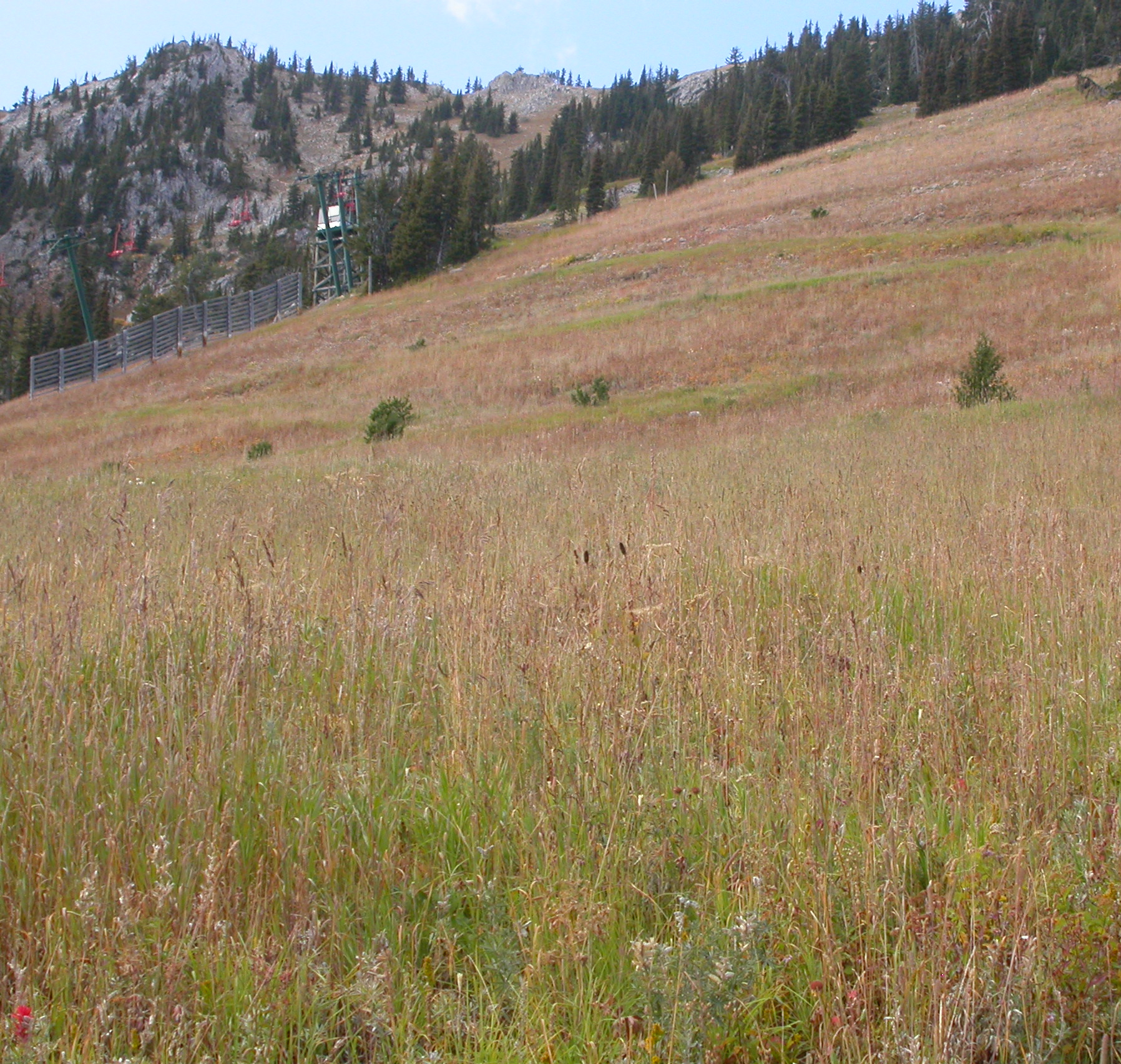
Növénytársulásban
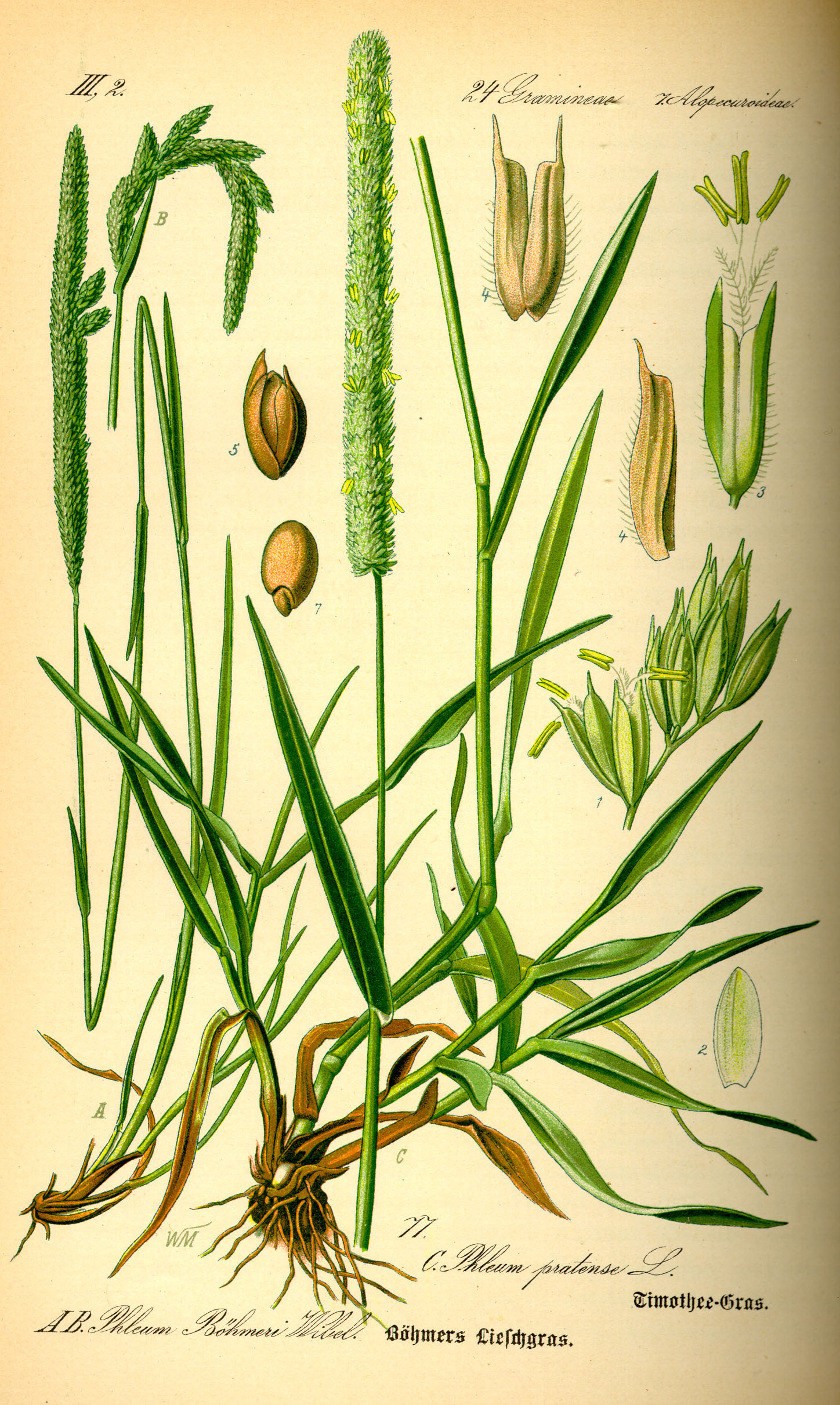
Rajzok a növényről
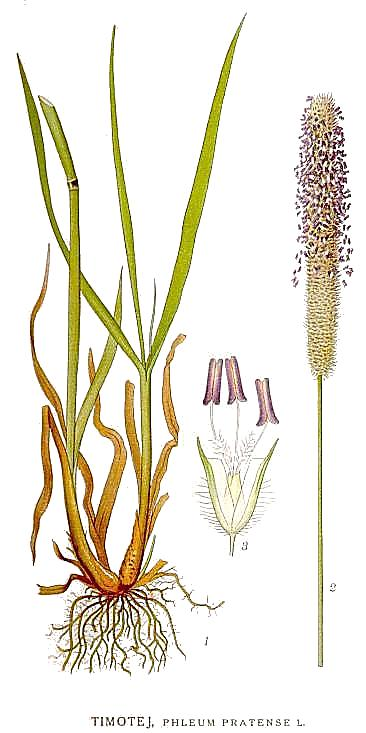